# 073III型中型登陆舰
073III型登陆运输舰，北约将其命名为“玉登级”，由708研究所设计，上海沪东中华造船厂建造。073III型采用近似一般船型船艏，舰楼前甲板中部设有1部大型起重机可用于装卸物资，对开封闭式舰艏舱门，舱门内设折叠式跳板，舰体内为贯通式坞舱，车辆储存空间达444平米，车辆可由舰艏舱门通过跳板或后部坞门跳板进出。073III型可担负两栖登陆作战、火力支援、人员物资运输，辅助补给以及布雷等多种任务。本型仅建1艘，现在已经退役。
990 金城山号（隶属南海舰队）下水日期：1991年5月；服役日期：1994年8月 曾经服役于南部战区海军勤务船大队。